# Bisbat de Chalon

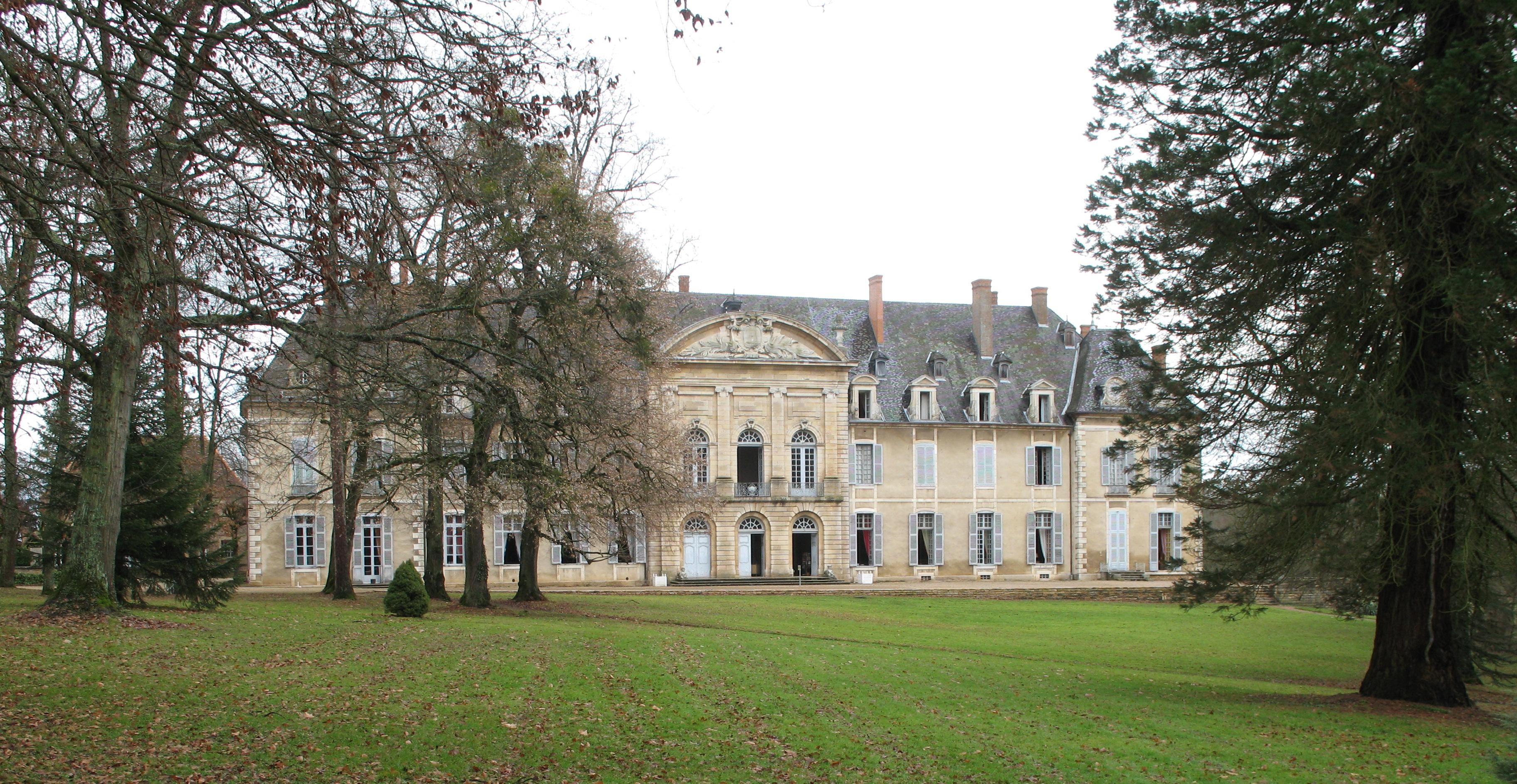
El palau de l'antiga abadia de La Ferté.

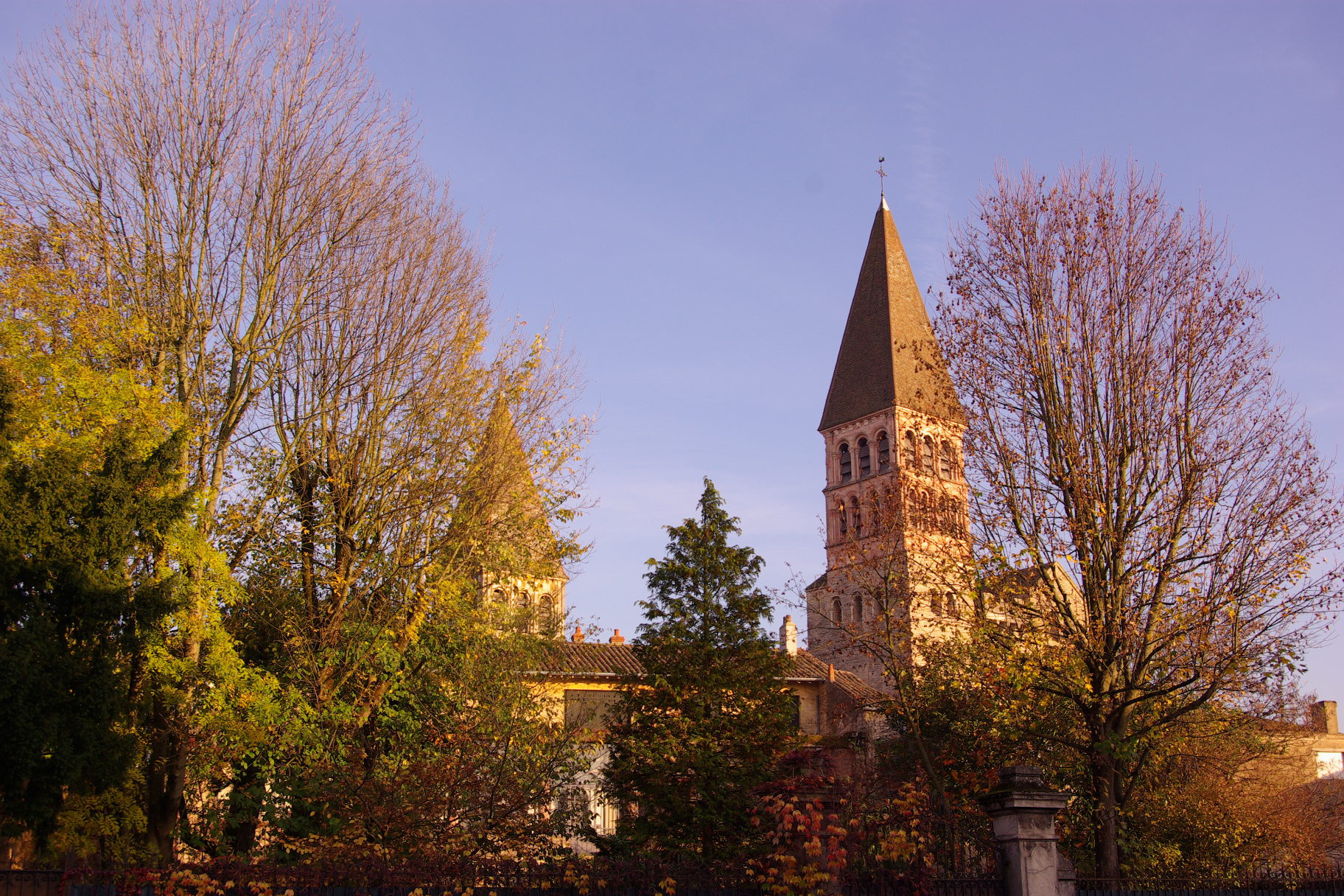
L'abadia de Sant Filibert de Tournus.

El bisbat de Chalon (francès: Diocèse de Chalon, llatí: Dioecesis Cabillonensis) és una seu suprimida de l'Església Catòlica a França.

## Territori
La diòcesi comprenia part de Borgonya i estava delimitada per les diòcesis de Mâcon, d'Autun i de Langres i per les arxidiòcesis de Besançon i Lió. Tres enclavaments de la diòcesi de Langres també pertanyien a Chalon. La major part del territori estava inclòs en el departament actual de Saône-et-Loire, mentre que una porció menor, inclosos els enclavaments, pertanyia al de Côte-d'Or.
La seu episcopal era la ciutat de Chalon), on l'església de San Vincenç servia de catedral.
El 1772 la diòcesi tenia 220 parròquies, dividides en 4 ardiaconats, ja inscrits al segle xii, i 16 arxiprestats, dels que es té registre a partir de 1670:
- ardiaconat de Chalon: arxiprestats de Chalon, Rully, Saint-Jean-de-Vaux, Jambles, Buxy, Saint-Gengoux i Mont-Saint-Vincent;
- ardiaconat de Bresse: arxiprestats de Ormes, Mervans, Branges, Allériot i Verdun;
- ardiaconat de Tournus: arxiprestats de Tournus i Brancion;
- ardiaconat d'Oscheret: arxiprestats de Esbarres i Les Maillys.

Al final del segle xviii, al territori diocesà hi havien cinc abadies masculins i 2 femenines: les abadies benedictines de Sant Pere a Chalon i Lancharre; l'abadia dels Canongess regulars de Tournus ; les quatre abadies cistercienses de Cîteaux, la casa mare de l'orde, de La Ferté, de Maizières i de Molaise.

## Història
Segons la tradició, recordada pel Vetus Martyrologium Romanum, en els dies 4 i 15 de setembre, en l'època de l'emperador Antonin Pius a Chalon, van patir martiri sant Marcel i sant Valerià. En una carta pastoral de 1790, el bisbe Jean-Baptiste du Chilleau recorda com la seva Església, nascuda amb la sang dels màrtirs Marcel i Valerià, era la segona de França per edat.
La diòcesi està documentada per primera vegada a mitjans del segle iv; el bisbe de Donacià, l'atribució del qual a la seu de Chalon és tanmateix contestada, signà en el pseudo-concili de Colònia del 346, el document d'adhesió a la decisió del concili de Sardica a favor de sant Atanasi. L'historiador Sidoni Apol·linar menciona dos bisbes a la segona meitat del segle v, Pau i Joan, que molts historiadors consideren com els primers bisbes de l'Església de Chalon.
El castrum Cabillonensis formava part de la província romana de la Gàl·lia Lugdunense primera; la seva diòcesi era sufragània de l'arxidiòcesi de Lió, la seu metropolitana provincial.
Chalon va allotjar 12 concilis entre el 470 i el 1073. Entre ells s'esmenten en particular: el concili de 647/649, que va promulgar vint cànons sobre la disciplina eclesiàstica; el de 813, que imposà l'obligació de crear escoles per als clergues, prohibi rebatejar els penitents diverses vegades i imposà a tots els monjos la regla de sant Benet; el concili del 886, que intentava, en va, reconciliar els principis carolingis.
Al voltant del 1090 es va iniciar la construcció de la catedral, dedicada a sant Vicenç de Saragossa, que finalment es va completar al segle xvi.
Entre els bisbes de Chalon es troben Ubert (o Ucberto), qui va ser l'ambaixador de Carlemany a Roma, i l'escriptor Pons de Thiard de Bissy, que va ser bisbe de 1578 a 1594.
El 1620, durant l'episcopat de Ciro de Thiard, va ser publicat l' Officia propria sanctorum insignis ecclesiae cathedralis Cabilonensis et ejus dioecesis, que marca l'inici de l'adopció del ritu romà a la diòcesi per reemplaçar el gal·licà. Es obra del bisbe Jean de Meaupéou la fundació del seminari diocesà el 1675; el seminari menor es va erigir a Tournus el 1688.
La diòcesi va ser suprimida seguint el concordat mitjançant la butlla Qui Christi Domini del Papa Pius VII del 29 de novembre de 1801 i el seu territori incorporat al de la diòcesi d'Autun.
Un nou concordat, estipulat el juny de 1817, i la posterior butlla Commissa divinitus, preveia la restauració de la diòcesi; però el nou concordat mai no va entrar en vigor, perquè no va ser ratificat pel parlament de París. La diòcesi mai no va ser restaurada.
A partir del 19 de juliol de 1853, els bisbes d'Autun poden afegir al seu títol el títol de "bisbes de Chalon".

## Cronologia episcopal
- Donaziano ? † (citat el 346)[6]
- Paolo † (? - vers 470 renuncià)[7]
- Giovanni † (citat el 474 o 475)
- San Tranquillo ? †[8]
- Giamblico †[9]
- San Silvestro † (abans de 486 vers - després de 518/523)
- San Desiderio ? † (citat el 530/531 aproximadament)[10]
- Sant'Agricola † (532 - 17 de març de 580 mort)[11]
- San Flavio † (581 - després de 591)
- San Lupo † (citat el 601)
- Wadelino ? †[12]
- Antistio † (citat el 614)
- Gelionio (o Gebderino) †[13]
- San Grato † (citat el 650)
- Desiderato † (abans de 667 - després de 675)
- Amblaco †[14]
- Uberto (o Ucberto) † (abans de 779 - després de 784/791)
- Fova † (abans de 826/827 - després de 837)
- Milone †[14]
- Godescalco † (abans de 843 - després de 862)
- Gerbaldo † (prima di de juny de 864 - després de juny de 885)
- Warnulfo †[15]
- Stefano † (prima di de maig de 886 - després de maig de 887 renuncià)
- Ardrado † (abans de 894 - després de 919)
- Assorano ? †[16]
- Stateo † (citat el 928)
- Durando I †[14]
- Ildeboldo † (abans de 948 - després de 949)
- Frotgario † (citat el 960 o 961)
- Radulfo † (abans de 977 - després de 986)
- Lambert † (citat el 1017)
- Geoffroy † (1017 - després de 1039)
- Hugues ? † (citat el 1040)[17]
- Guy (Wido) † (abans de 1044 - després de 1052)
- Aicard † (abans de 1059 - després de 1070)
- Roderic † (abans de 1072 - després de 1077)
  - Sede vacante
- Gautier † (1080 - vers 1120)[18]
- Gothaud † (vers 1121 - vers 1126)[19]
- Gautier de Sercy † (abans de 1129 - 1152 renuncià)
- Pierre, O.Cist. † (abans de 1164 - després de 1173)
- Engilbert † (abans de 1179 - 1183 renuncià)
- Robert † (abans de 1185 - 1215 mort)
- Durand II † (1215 - 1231 mort)
- Guillaume de La Tour † (vers 1231 - 25 de març de 1245 nomenat arquebisbe de Besançon)
- Alexandre de Bourgogne-Montaigu † (maig de 1245 - desembre de 1261 mort)
- Thibaud † (1261 - desembre de 1264 mort)
- Guy de Sennecey † (1265 - 19 de maig de 1269 mort)
- Ponce de Sissey † (24 de juliol de 1269 - 14 de febrer de 1273 mort)
- Guillaume du Blé † (maig de 1273 - 7 de setembre de 1294 mort)
- Guillaume de Bellevesvre † (1294 - de novembre de 1301 mort)
- Robert de Desise † (25 de maig de 1302 - de setembre de 1315 mort)
- Berthaud de La Chapelle de Villiers † (1315 o 1316 - 1332 mort)
- Hugues de Corraboeuf[20] † (15 de març de 1333 - després de març de 1341 mort)
- Pierre de Chalon † (26 de juny de 1342 - 15 de març de 1345 mort)
- Jean Aubryot † (21 de març de 1345 - 18 de desembre de 1350 mort)
- Renaud † (3 de gener de 1351 - 2 d'octubre de 1353 nomenat bisbe de Châlons)
- Jean de Mello † (2 d'octubre de 1353 - 8 de febrer de 1357 nomenat bisbe de Clermont)
- Jean Germain I † (8 de febrer de 1357 - 18 de juny de 1361 nomenat bisbe d'Auxerre)
- Jean de Saint-Just † (18 de juny de 1361 - 27 de maig de 1369 mort)
- Geoffroy de Saligny † (18 de juny de 1369 - 14 d'abril de 1374 nomenat bisbe de Bayeux)
- Nicolas de Vères † (12 de maig de 1374 - 8 de novembre de 1386 mort)
- Olivier de Martreuil † (29 de gener de 1387 - 15 de març de 1405 mort)
- Jean de La Coste † (6 d'abril de 1405 - 10 de març de 1408 nomenat bisbe de Mende)
- Philibert de Saulx † (10 de març de 1408 - 14 d'agost de 1413 nomenat bisbe d'Amiens)
- Jean d'Arsonval † (14 d'abril de 1413 - 27 d'agost de 1416 mort)
- Hugues des Orges † (3 de setembre de 1416 - 26 de gener de 1431 nomenat arquebisbe de Rouen)
- Jean Rolin † (26 de gener de 1431 - 20 d'agost de 1436 nomenat bisbe d'Autun)
- Jean Germain II † (20 d'agost de 1436 - 2 de febrer de 1461 mort)
- Jean de Poupet † (27 de maig de 1461 - 14 de juliol de 1480 nomenat bisbe titular de Salona)
- André de Poupet † (14 de juliol de 1480 - 1503 renuncià)
- Jean de Poupet de La Chaux, O.S.B. † (11 de desembre de 1503 - 28 de desembre de 1531 mort)
- Antoine de Vienne † (23 de febrer de 1532 - de febrer de 1552 mort)
- Louis Guillart † (16 d'octubre de 1553 - 4 de setembre de 1560 nomenat bisbe de Senlis)
- Antoine Herlault † (14 d'abril de 1561 - 28 de setembre de 1573 mort)
- Jacques Fouré, O.P. † (16 de novembre de 1573 - 20 de gener de 1578 mort)
- Pons de Thiard de Bissy † (17 de març de 1578 - 1594 renuncià)
- Cyrus de Thiard de Bissy † (24 de gener de 1594 - 3 de gener de 1624 mort)
- Jacques de Neuchèze † (7 d'octubre de 1624 - 1 de maig de 1658 mort)
- Jean de Meaupéou † (21 d'abril de 1659 - 2 de maig de 1677 mort)
- Henri-Félix de Tassy † (31 de gener de 1678 - 11 de novembre de 1711 mort)
- François Madot † (16 de març de 1712 - 7 d'octubre de 1753 mort)
- Louis-Henri de Rochefort d'Ailly † (1 d'abril de 1754 - 13 de juny de 1772 mort)
- Joseph-François d'Andigné de La Chasse † (7 de setembre de 1772 - 7 de desembre de 1781 renuncià)
- Jean-Baptiste du Chilleau † (10 de desembre de 1781 - 8 de novembre de 1816 renuncià)[21]
  - Seu suprimida

## Nota
1. 1 2  Gras, DHGE, col. 297.
2. ↑  Gras, DHGE, col. 298.
3. 1 2  Besnard, op. cit., p. 450.
4. ↑  Monumenta Germaniae Historica, Chronica minora Arxivat 2015-07-15 a Wayback Machine., I, p. 555.
5. ↑  l'edizione del 1748.
6. ↑  Non è da tutti ammesso questo vescovo; alcuni autori e storici vedono in questo Donaziano l'omonimo santo di Châlons; cfr. Besnard, op. cit., pp. 467-468.
7. ↑  Menzionato come predecessore di Giovanni da Sidonio Apollinare, il quale scrive che «postquam iunior episcopus Paulus discesserat decesseratque», ad indicare che Paolo avrebbe lasciato l'episcopato in giovane età e sarebbe morto poco dopo. Il documento di Sidonio Apollinare è databile al 470 o poco dopo. Il termine iunior utilizzato da questo autore ha erroneamente indotto Gallia christiana e tutti gli autori che ne dipendono a sdoppiare il vescovo Paolo introducendo nel catalogo episcopale di Chalon un Paulus senior. Cfr. Duchesne, op. cit., p. 192 e nota 1; Besnard, op. cit., p. 468. Quest'ultimo autore ritiene che la morte di Paolo sia avvenuta attorno al 448 o 449, e che la sede sia rimasta vacante per diversi anni, in concomitanza con l'invasione dei Burgundi.
8. ↑  Inserito da Gallia christiana nella sua cronotassi. Un san Tranquillo era celebrato, assieme ad altri sette santi vescovi di Chalon, il 30 d'abril de (ancora nel proprium del 1620); un santo vescovo con questo nome è menzionato in un catalogo episcopale che era conservato nella cattedrale di Chalon. Cfr. Duchesne, op. cit., pp. 191-192; Besnard, op. cit., pp. 473-474. Gras lo esclude decisamente dalla cronotassi di Chalon come vescovo apocrifo.
9. ↑  Nel 1851 fu scoperta, nei pressi di Chalon-sur-Saône, una lapide con una iscrizione che menziona un Iamlychus episcopus. Sia Duchesne (p. 193) che Besnard (pp. 470-473) ipotizzano una sua collocazione dopo Giovanni e prima di Silvestro. Secondo Gras potrebbe identificarsi con l'Amblacus citat el catalogo della cattedrale di Chalon dopo Desiderato.
10. ↑  Questo vescovo è rigettato da Besnard (op. cit., pp. 474-475) e da Gras (op. cit., coll. 297 e 298).
11. ↑  La cronologia di Agricola è stabilita da Gregorio di Tours, che lo dice morto nel 580 e che avrebbe governato la sua Chiesa per 48 anni.
12. ↑  Menzionato da Gallia christiana, ma per escluderlo dalla cronotassi di Chalon. Secondo Duchesne, Wadelino, ricordato nelle Gesta episcoporum Antissiodorensis, potrebbe essere vescovo di Chalon, ma non v'è certezza. Cfr. anche Besnard, op.cit., p. 470, nota 4. Secondo Gras (op. cit., col. 298) Wadelino era un vescovo che possedeva dei beni a Chalon, ma che non necessariamente era vescovo di Chalon.
13. ↑  Menzionato nella vita di san Grato come suo immediato predecessore.
14. 1 2 3  Citat el catalogo della cattedrale di Chalon, non ha riscontri documentari.
15. ↑  Warnulfo fu realmente un vescovo (cfr. Duchesne, op. cit., p. 195, nota 9.), ma la sua qualifica di "vescovo di Chalon" è dovuta ad un falso di papa Agapito II (X secolo). L'antico catalogo lo inserisce prima di Fova (cfr. Gras, op. cit., col. 298).
16. ↑  Citat al catàlog de la catedral de Chalon, no hi ha registre documental. Segons Gras (op. cit., col. 298), Axoranus és només una lectura errònia d' Ardradus; la tradició l'ha transformat erròniament en un bisbe distint al precedent Ardrado.
17. ↑  Un bisbe Hugues és mencionat al catàleg de la catedral després de Frotgario.
18. ↑  Existeix una carta del Papa Calixt II del 15 de desembre de 1120 dirigida a G. Cabilonensem. El bisbe G. Podria ser Gualterius o el successor Gothaldus. Cfr. Gallia christiana, col. 891.
19. ↑  Gallia christiana, col. 892.
20. ↑  Amb Hugues de Corraboeuf els bisbes ja no van ser més electes pel capítol de la catedral, sinó que van passar a ser nomenats pels Papes (Gras, op. cit., col. 299).
21. ↑  Contravenint les disposicions del Papa Pius VII contingudes a la butlla Qui Christi Domini, monsenyor du Chilleau, refugiat a Suïssa, no presentà la dimissió el 1801, sinó que el 1816.

## Fonti
- Dades publicades a www.catholic-hierarchy.org a la pàgina Diocese of Chalon
- (anglès) La diocesi sul sito di Gcatholic
- (francès) P. Gras, v. Chalon-sur-Saône, in Dictionnaire d'Histoire et de Géographie ecclésiastiques, vol. XII, París 1953, coll. 286-302
- (llatí) Denis de Sainte-Marthe, Gallia christiana, vol. IV, París 1738, coll. 860-1037
- (francès) Louis Duchesne, Fastes épiscopaux de l'ancienne Gaule, vol. II, París 1910, pp. 191–196
- (francès) Pierre Besnard, Les origines et les premiers siècles de l'Église châlonnaise, in Revue d'histoire de l'Église de France, 28 (1914), pp. 449–477
- (llatí) Pius Bonifacius Gams, Series episcoporum Ecclesiae Catholicae, Leipzig 1931, pp. 532–534
- (llatí) Konrad Eubel, Hierarchia Catholica Medii Aevi, vol. 1 Arxivat 2019-07-09 a Wayback Machine., pp. 152–153; vol. 2 Arxivat 2018-10-04 a Wayback Machine., p. 112; vol. 3 Arxivat 2019-03-21 a Wayback Machine., pp. 143–144; vol. 4 Arxivat 2018-10-04 a Wayback Machine., p. 125; vol. 5, p. 132; vol. 6, p. 136
- Mappa Arxivat 2018-07-10 a Wayback Machine. dell'antica diocesi
- (llatí) Bolla Qui Christi Domini, in Bullarii romani continuatio, Tomo XI, Romae 1845, pp. 245–249